# Multiplex 24
TV Multiplex 24 je čtvrtý finální multiplex DVB-T2 v České republice. Provozuje ho společnost Digital Broadcasting s.r.o., kterou založil podnikatel a hudebník Radim Pařízek. Postupně nahradil DVB-T multiplex 4, přičemž při souběžném vysílání DVB-T a DVB-T2 používal přechodovou síť 13. Jako jediná z celoplošných sítí má rozdělené kanály podle krajů, a tak obsahuje pozice pro regionální vysílání.
Oproti bývalé přechodové síti 13 se její obsah liší pouze v regionálních stanicích, které již nevysílají téměř celoplošně, ale pouze ve svých regionech. Přechodová síť 13 dále oproti multiplexu 24 obsahovala navíc stanici Nova Cinema.

## Televizní a rozhlasové stanice multiplexu 24
| Televizní stanice    | Logo stanice | Rozhlasové stanice |
| -------------------- | ------------ | ------------------ |
| Nova                 |              | Radio Čas          |
| Nova Fun             |              | Radio Čas Rock     |
| Nova Gold            |              | Rádio Dálnice      |
| Nova Action          |              |                    |
| Nova Lady            |              |                    |
| Paramount Network    |              |                    |
| Relax                |              |                    |
| Rebel                |              |                    |
| JOJ Family           |              |                    |
| CS Mystery           |              |                    |
| Šláger Originál      |              |                    |
| Šláger Muzika        |              |                    |
| Premium              |              |                    |
| ABC TV               |              |                    |
| Televize přes anténu |              |                    |
| OK TV                |              |                    |
| DB Test 1            |              |                    |
| DB Test 2            |              |                    |

| Regionální programy         | Logo stanice | Region                      |
| --------------------------- | ------------ | --------------------------- |
| Praha TV                    |              | Praha, Středočeský          |
| TV Brno 1                   |              | Jihomoravský                |
| Jihočeská televize          |              | Jihočeský                   |
| ZAK TV                      |              | Plzeňský, Karlovarský       |
| rtm plus Liberecko          |              | Liberecký                   |
| V1                          |              | Královéhradecký, Pardubický |
| Info TV Brno a Jižní Morava |              | Jihomoravský                |
| i-Vysočina.cz               |              | Vysočina                    |
| TV Morava                   |              | Olomoucký                   |
| TV Polar                    |              | Moravskoslezský             |
| LTV Plus                    |              | Moravskoslezský             |
| TVS                         |              | Zlínský                     |
| Ústecká TV                  |              | Ústecký                     |

Do 28. února 2021 obsahoval multiplex i stanici Retro Music TV, která se přesunula do multiplexu 22.
Od 20. září 2021 v multiplexu vysílá televizní kanál Nova Lady. Ve stejný den došlo také k přejmenování Novy 2 na Novu Fun.
Od 1. října 2021 vysílají v multiplexu nově tři regionální stanice, konkrétně Praha TV, TV Brno 1 a i-Vysočina.cz.

## Technické parametry sítě
Multiplex 24 má následující technické parametry:
| Standard | ID sítě | Vysílací mód | Modulace datových nosných | Kódový poměr (FEC) | Ochranný interval | Přenosová rychlost |
| -------- | ------- | ------------ | ------------------------- | ------------------ | ----------------- | ------------------ |
| DVB-T2   | 12551   | 32K          | 256-QAM                   | 3/4                | 1/8               | 37,1 Mbit/s        |

| Program              | Rozlišení obrazu a datový tok | Hlavní zvuk | Originální zvuk | Zvukový popis | Celkem     |
| -------------------- | ----------------------------- | ----------- | --------------- | ------------- | ---------- |
| Nova                 | 960 × 544p (1 850 kbps)       | 96 kbps     | -               | ano (32 kbps) | 1 978 kbps |
| Nova Fun             | 960 × 544p (1 850 kbps)       | 96 kbps     | -               | -             | 1 946 kbps |
| Nova Gold            | 960 × 544p (1 850 kbps)       | 96 kbps     | -               | -             | 1 946 kbps |
| Nova Action          | 960 × 544p (1 850 kbps)       | 96 kbps     | -               | -             | 1 946 kbps |
| Nova Lady            | 960 × 544p (1 850 kbps)       | 96 kbps     | -               | -             | 1 946 kbps |
| Paramount Network    | 960 × 544p (1 850 kbps)       | 96 kbps     | -               | ano (32 kbps) | 1 978 kbps |
| Relax                | 960 × 544p (1 600 kbps)       | 128 kbps    | -               | ano (56 kbps) | 1 784 kbps |
| Rebel                | 960 × 544p (1 600 kbps)       | 96 kbps     | -               | ano (32 kbps) | 1 728 kbps |
| JOJ Family           | 960 × 544p (1 850 kbps)       | 96 kbps     | ano (96 kbps)   | -             | 2 042 kbps |
| CS Mystery           | 960 × 544p (1 600 kbps)       | 96 kbps     | -               | -             | 1 696 kbps |
| ABC TV               | 960 × 544p (1 600 kbps)       | 64 kbps     | -               | -             | 1 664 kbps |
| Šláger original      | 960 x 540p (1 600 kbps)       | 64 kbps     |                 |               | 1 664 kbps |
| Šláger muzika        | 960 x 540p (1 600 kbps)       | 64 kbps     |                 |               | 1 664 kbps |
| Premium              | 960 x 540p (1 600 kbps)       | 64 kbps     |                 |               | 1 664 kbps |
| DB Test 1            | 960 x 540p (1 200 kbps)       | 64 kbps     |                 |               | 1 264 kbps |
| DB Test 2            | 960 x 540p (1 200 kbps)       | 64 kbps     |                 |               | 1 264 kbps |
| Televize přes anténu | 960 x 544p (1 600 kbps)       | 64 kbps     | -               | -             | 1 664 kbps |
| regionální stanice   | 960 × 544p (1 600 kbps)       | 64 kbps     | -               | -             | 1 664 kbps |
| OK TV (*16.5.24)     | 960 x 540p                    | 64 kbps     |                 |               |            |
| Radio Čas            | -                             | 96 kbps     | -               | -             | 96 kbps    |
| Radio Čas Rock       | -                             | 96 kbps     | -               | -             | 96 kbps    |

V názvech kanálu televizí Nova je záměrně na začátek vložena mezera, aby se tyto na mnoha zařízeních řadily na začátek seznamu.

## Vysílače sítě
Multiplex 24 je šířen z následujících vysílačů:
| vysílač                                         | kanál | polarizace   | výkon (ERP) | kraj    | regionální stanice                     |
| ----------------------------------------------- | ----- | ------------ | ----------- | ------- | -------------------------------------- |
| Praha – Ládví                                   | 42    | horizontální | 20 kW       | PHA     | Praha TV                               |
| Praha – Novodvorská                             | 42    | horizontální | 10 kW       | PHA     | Praha TV                               |
| Praha – ÚTB                                     | 42    | vertikální   | 10 kW       | PHA     | Praha TV                               |
| Benešov – Kozmice                               | 44    | horizontální | 40 kW       | STČ     | Praha TV                               |
| Beroun – Lhotka                                 | 30    | horizontální | 0,32 kW     | STČ     | Praha TV                               |
| Votice – Buchov                                 | 44    | horizontální | 20 kW       | STČ     | Praha TV                               |
| Kamýk nad Vltavou                               | 35    | horizontální | 0,3 kW      | STČ     | Praha TV                               |
| Příbram – U Hvězdárny                           | 45    | horizontální | 0,079 kW    | STČ     | Praha TV                               |
| Rakovník – Louštín                              | 44    | horizontální | 63 kW       | STČ     | Praha TV                               |
| Děčín – Sokolí vrch                             | 21    | horizontální | 3,98 kW     | ULK     | rtm plus Liberecko                     |
| Litoměřice – Michalovice                        | 21    | horizontální | 0,16 kW     | ULK     | rtm plus Liberecko                     |
| Šluknov – Království                            | 21    | horizontální | 0,1 kW      | ULK     | rtm plus Liberecko                     |
| Teplice – Vodárna                               | 21    | horizontální | 10 kW       | ULK     | rtm plus Liberecko                     |
| Ústí nad Labem – Krušnohorská                   | 21    | horizontální | 10 kW       | ULK     | rtm plus Liberecko                     |
| Jáchymov – Klínovec (příhradový stožár)         | 45    | horizontální | 40 kW       | KVK     | ZAK TV                                 |
| Mariánské Lázně – Dyleň                         | 45    | horizontální | 50 kW       | KVK     | ZAK TV                                 |
| Tachov – Malý Rapotín (příhradový stožár)       | 45    | horizontální | 0,05 kW     | KVK     | ZAK TV                                 |
| České Budějovice – Kleť (rozhledna)             | 30    | horizontální | 63 kW       | JHČ     | Jihočeská televize                     |
| Dačice                                          | 30    | horizontální | 0,2 kW      | JHČ     | Jihočeská televize                     |
| Miličín – Šibeník                               | 30    | horizontální | 20 kW       | JHČ     | Jihočeská televize                     |
| Prachatice – Kreplice                           | 36    | horizontální | 0,5 kW      | JHČ     | Jihočeská televize                     |
| Vimperk – Pod Homolkou                          | 30    | horizontální | 0,1 kW      | JHČ     | Jihočeská televize                     |
| Volary – Mechový Vrch                           | 30    | horizontální | 0,32 kW     | JHČ     | Jihočeská televize                     |
| Albrechtice u Frýdlantu                         | 43    | horizontální | 0,25 kW     | LBK     | rtm plus Liberecko                     |
| Česká Lípa – Špičák                             | 43    | horizontální | 3,2 kW      | LBK     | rtm plus Liberecko                     |
| Jablonec nad Nisou – Černá Studnice             | 43    | horizontální | 10 kW       | LBK     | rtm plus Liberecko                     |
| Liberec – lanovka horní zastávka                | 43    | horizontální | 16 kW       | LBK     | rtm plus Liberecko                     |
| Varnsdorf (komín teplárny)                      | 44    | horizontální | 0,031 kW    | LBK     | rtm plus Liberecko                     |
| Domažlice – Čerchov                             | 43    | horizontální | 6,3 kW      | PLK     | ZAK TV                                 |
| Holoubkov                                       | 21    | horizontální | 0,001 kW    | PLK     | ZAK TV                                 |
| Klatovy – Doubrava                              | 44    | horizontální | 0,25 kW     | PLK     | ZAK TV                                 |
| Plzeň – Vodárna                                 | 43    | horizontální | 32 kW       | PLK     | ZAK TV                                 |
| Sušice – Svatobor                               | 42    | horizontální | 20 kW       | PLK     | ZAK TV                                 |
| Broumov – Ruprechtice                           | 45    | horizontální | 1 kW        | HKK     | V1                                     |
| Hradec Králové – Chlum                          | 45    | horizontální | 10 kW       | HKK     | V1                                     |
| Náchod – Dobrošov                               | 44    | horizontální | 0,158 kW    | HKK     | V1                                     |
| Trutnov – Rozhledna (Černá hora)                | 45    | horizontální | 20 kW       | HKK     | V1                                     |
| Trutnov – Šibeniční vrch                        | 45    | horizontální | 0,15 kW     | HKK     | V1                                     |
| Vrchlabí – Nerudova                             | 45    | horizontální | 0,025 kW    | HKK     | V1                                     |
| Králíky – Suchý vrch                            | 21    | horizontální | 0,316 kW    | PAK     | V1                                     |
| Pardubice – Slatiňany                           | 21    | horizontální | 20 kW       | PAK     | V1                                     |
| Svitavy – Hřebečov                              | 21    | horizontální | 5 kW        | PAK     | V1                                     |
| Ústí nad Orlicí – Andrlův Chlum                 | 21    | horizontální | 10 kW       | PAK     | V1                                     |
| Jihlava – Jeníkov                               | 42    | horizontální | 10 kW       | VYS     | i-Vysočina.cz                          |
| Pelhřimov – Hodějovická                         | 42    | horizontální | 0,251 kW    | VYS     | i-Vysočina.cz                          |
| Třebíč – Vartemberk                             | 42    | horizontální | 0,05 kW     | VYS     | i-Vysočina.cz                          |
| Žďár nad Sázavou                                | 42    | horizontální | 0,1 kW      | VYS     | i-Vysočina.cz                          |
| Hanušovice                                      | 44    | horizontální | 0,5 kW      | OLK     | TV Morava                              |
| Hranice – Pod bílým kamenem                     | 46    | horizontální | 0,25 kW     | OLK     | TV Morava                              |
| Jeseník – Studniční Vrch                        | 45    | horizontální | 0,5 kW      | OLK     | TV Morava                              |
| Jeseník – Zlatý Chlum                           | 44    | vertikální   | 0,1 kW      | OLK     | TV Morava                              |
| Olomouc – Slavonín                              | 44    | horizontální | 10 kW       | OLK     | TV Morava                              |
| Přerov – Čekyně                                 | 44    | horizontální | 0,25 kW     | OLK     | TV Morava                              |
| Šumperk – Háj                                   | 38    | horizontální | 0,25 kW     | OLK     | TV Morava                              |
| Adamov – Alexandrova rozhledna                  | 44    | horizontální | 0,003 kW    | JMK     | TV Brno 1, Info TV Brno a Jižní Morava |
| Blansko – Veselice                              | 44    | horizontální | 0,5 kW      | JMK     | TV Brno 1, Info TV Brno a Jižní Morava |
| Boskovice – Habří                               | 46    | horizontální | 0,05 kW     | JMK     | TV Brno 1, Info TV Brno a Jižní Morava |
| Brno – Barvičova (gymnázium)                    | 46    | vertikální   | 10 kW       | JMK     | TV Brno 1, Info TV Brno a Jižní Morava |
| Brno – Jihlavská                                | 46    | horizontální | 10 kW       | JMK     | TV Brno 1, Info TV Brno a Jižní Morava |
| Brno – Hády (příhradový stožár)                 | 46    | horizontální | 20 kW       | JMK     | TV Brno 1, Info TV Brno a Jižní Morava |
| Hodonín – Kapánsko                              | 46    | horizontální | 10 kW       | JMK     | TV Brno 1, Info TV Brno a Jižní Morava |
| Rosice – Rebušiny                               | 44    | horizontální | 0,1 kW      | JMK     | TV Brno 1, Info TV Brno a Jižní Morava |
| Vyškov – Vlčí Doly                              | 46    | horizontální | 0,1 kW      | JMK     | TV Brno 1, Info TV Brno a Jižní Morava |
| Znojmo – Deblínek                               | 46    | horizontální | 10 kW       | JMK     | TV Brno 1, Info TV Brno a Jižní Morava |
| Frenštát pod Radhoštěm – Velký Javorník         | 42/45 | horizontální | 3 kW/10 kW  | ZLK/MSK | TVS/Polar, LTV PLUS                    |
| Brumov-Bylnice                                  | 42    | horizontální | 0,5 kW      | ZLK     | TVS                                    |
| Slavičín – Hrádek                               | 42    | horizontální | 0,025 kW    | ZLK     | TVS                                    |
| Uherské Hradiště – Rovnina                      | 42    | horizontální | 10 kW       | ZLK     | TVS                                    |
| Vsetín – Lysá Hora                              | 46    | horizontální | 0,25 kW     | ZLK     | TVS                                    |
| Zlín – Segment                                  | 42    | horizontální | 10 kW       | ZLK     | TVS                                    |
| Bruntál – Čas                                   | 45    | horizontální | 0,316 kW    | MSK     | Polar, LTV PLUS                        |
| Frýdek-Místek – Lysá hora (meteorolog. stanice) | 45    | horizontální | 10 kW       | MSK     | Polar, LTV PLUS                        |
| Hlubočec – Hůrka                                | 45    | horizontální | 40 kW       | MSK     | Polar, LTV PLUS                        |
| Ostrava – Lanová                                | 45    | horizontální | 10 kW       | MSK     | Polar, LTV PLUS                        |
| Třinec – vrch                                   | 44    | horizontální | 0,05 kW     | MSK     | Polar, LTV PLUS                        |